# Château d'Urville
Château d'Urville (Duits: Schloss Urweiler) was een van de zomerresidenties van keizer Wilhelm II van Duitsland. In dit geval was het een van zijn residenties in het Bezirk Lothringen van het toenmalige Rijksland Elzas-Lotharingen. Het paleis is gelegen in het dorp Pont-à-Chaussy (Duits: Kalscherbruck) in de gemeente Courcelles-Chaussy / Kurzel-Kelsch. Het paleis was eigendom van de keizer tussen 1890 en 1918.
Het park van Château d'Urville werd op 14 augustus 1926 geclassificeerd als een van de sites en natuurlijke monumenten met een artistiek karakter. In 1948 werd het landgoed en het paleis eigendom van het Ministerie van Landbouw. Vandaag de dag is het een regionale openbare land- en tuinbouworganisatie met educatieve doeleinden. Het landgoed, omvat een 200 hectare grote boerderij van Ménils met 25 hectare grote educatieve gebouwen.
Het is gelegen op de linkeroever van de Franse Nied, aan de rand van een oude Romeinse heerweg en de zeer oude boerderij van Mesnils.

## Geschiedenis

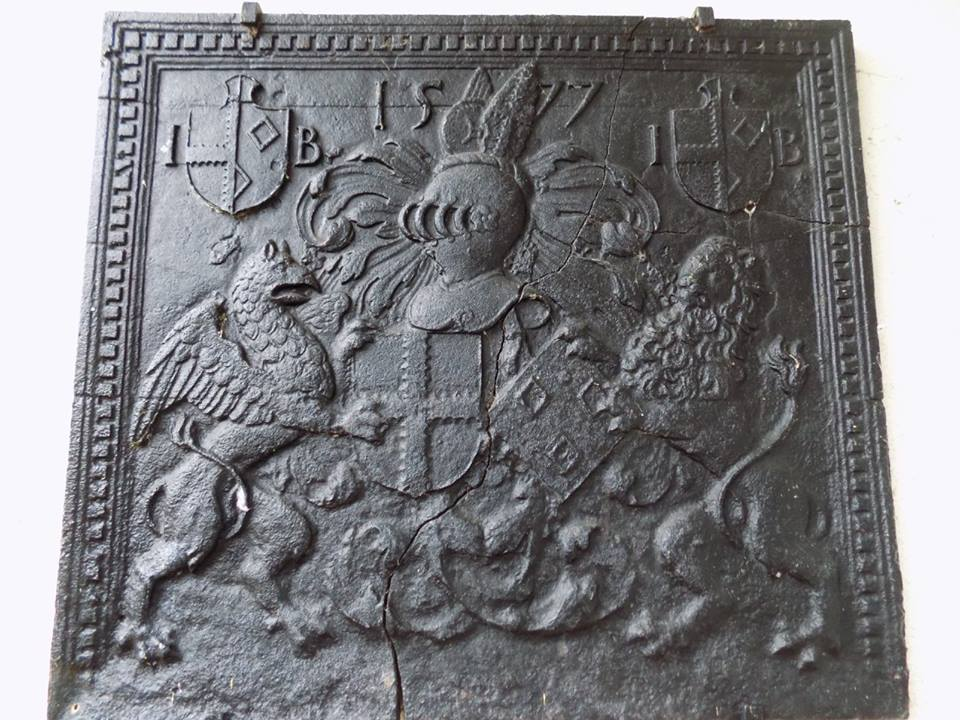
Schoorsteenplaat van de wapenschilden van de Heren van Rollingen

In de 12e eeuw behoorde de site toe aan het Graafschap Kriechingen, diens toenmalige graven en de heren van Rollingen. Deze adellijke families waren door huwelijken verbonden met de grote vorstenhuizen van Europa en de wapenschilden in een kamer op de tweede verdieping herinneren aan deze verbintenissen. Dit kasteel vormt een grenspost, op de grens van het toenmalige Graafschap Metz en het Hertogdom Opper-Lotharingen.
De positie van het kasteel op de grens van het Graafschap Metz leverde in 1444 een inval op van een detachement van het Franse leger toen die in oorlog was met de stad Metz. Het kasteel werd vernietigd in 1588, tijdens het langsmarcheren van de katholieke troepen van de hertog Hendrik I van Guise, bijgenaamd het Litteken. Kasteel Urville werd aan het einde van de 16e eeuw, verworven en volledig gerestaureerd door Nicolas Houillon,die tevens burger van Metz was. De familie Houillon bleef in Urville tot 1680, toen erfgenamen het kasteel verkochten aan Esther Domangin, weduwe van de heer van Vigy.
In 1754 werd voormalig Kolonel der Cavalerie Guillaume Othon, kamerheer van de hertog van Lotharingen. Tien jaar later werd veranderde Chateau Urville opnieuw van eigenaar en werd François-Louis Durant, majoor van het regiment van de oude marine-infanterie in Metz de eigenaar.
In 1808 moet de laatste, geruïneerd, het kasteel verkopen aan generaal Jean-Baptiste Semellé, baron van het Franse rijk die daar stierf op 25 januari 1839.
In 1813, tijdens de veldtocht tegen Frankrijk, vestigde toenmalig prins Willem van Pruisen zijn districtsgeneraal op het kasteel tijdens de coalitie tegen Napoleon Bonaparte. In 1847 werd het kasteel ingrijpend verbouwd door toenmalig eigenaar Baron Louis Sers, hij voegde de veelhoekige toren aan de achterkant toe en het terras met balustrade aan de voorgevel.
Tijdens de Frans-Pruisische oorlog, na de gevechten bij Stiring / Stieringen , was Napoleon III vastbesloten om slag te leveren op de linkeroever van de Nied. Maarschalk Bazaine vestigde zijn hoofdkwartier in Château d'Urville en ontving daar de keizer op 10 augustus 1870, terwijl Pont-à-Chaussy / Kalscherbruck in staat van verdediging werd gesteld. Op 13 augustus 1870, na de terugtrekking van het Franse leger uit Borny bij Metz, trok het 1e Duitse leger naar de Franse Nied en bezette het kasteel. Tijdens het Verdrag van Frankfurt werd Urville toegevoegd aan het nieuwe Duitse rijk en kreeg het de naam: Schloss Urweiler.
Keizer Wilhelm II van Duitsland wilde een pied-à-terre waar hij kon verblijven als hij Lotharingense deel van het "Reichsland" bezocht. Wilhelm II kocht ook de boerderij Mesnils van hun eigenaren, die hij in het landgoed Urville en voegde hij toe aan het landgoed. De restauratie van het kasteel, dat werd toevertrouwd aan de bedrijven Heister en Becker uit Metz, begon in 1891.
Terwijl het interieur opnieuw is ontworpen en volledig opnieuw is ingericht, is de buitenkant van het pand versierd met de keizerlijke wapens. De vorst installeerde een telefoon, een telegraaf en vervolgens de elektrische verlichting met meer dan 250 lampen in de gebouwen. Vanaf 1894, bij afwezigheid van de vorst en tegen een toegangsprijs, is het kasteel open voor bezoekers, die vanaf 1900 ook toegang hebben tot het postkantoor dat is geïnstalleerd in de huidige ziekenboeg, naast de oranjerie.
Tussen 1914 en tot de terugkeer naar Frankrijk in 1918 bleef Urweiler Duits, meer dan 300 troepen woonden in het huidige documentatiecentrum. Op 15 november 1918 trokken de Duitse troepen zich terug van het front en passeerden ze nog een laatste keer voor het keizerlijke kasteel van Urville dat tot 1927 in beslag werd genomen. Na de oorlog deed het kasteel een tijdlang dienst als zomerkamp voor kinderen van de verwoeste departementen Meuse, Marne, Oise en Pas-de-Calais.
De oorlog van 1939-1945 zou in Courcelles, net als elders in het hele departement Moezel, een pijnlijke nasleep hebben gehad. Tijdens de "grappige oorlog" ging het leven min of meer normaal voort, waarbij het dorp en het kasteel achter de Maginotlinie lagen en dus buiten de evacuatiezone. Het kasteel is dan de zetel van het hoofdkwartier van de toekomstige maarschalk de Lattre de Tassigny. Op 22 juni 1940 werd de wapenstilstand ondertekend in het Bos van Compiègne. Terwijl sommige werken van de Maginotlinie nog steeds weerstand bieden, wordt het kasteel weer Duits, doet het dienst als militair hospitaal en herbergt het groepen van de Hitlerjugend.
Zwaar beschadigd in november 1944 na een Amerikaans bombardement, werd het in 1945 eigendom van de staat, die het toewees aan het Ministerie van Landbouw. Ongeveer 225 hectare was toen bestemd voor onderwijs en landbouw. De landbouwschool in de voormalige keizerlijke stallen, tegenwoordig werkplaatsen voor landschaps- en landbouwonderwijs, werd een regionale school en in 1967 een nationale landbouwhogeschool. Het kasteel, gerenoveerd in 1979, herbergt nu de administratieve kantoren en een appartement.
Het regionale competentiecentrum in landschap, landbouw en milieu, de lokale openbare instelling van landbouwonderwijs en beroepsopleiding van Metz in Lotharingen leidt elk jaar meer dan 900 leerlingen en 1000 professionals op in korte opleidingen. Al het personeel van de onderwijsgemeenschap verwelkomt jongeren en volwassenen in drie opleidingscentra (middelbare school, CFA en CFPPA).

## Huidige staat
Van het oude kasteel en het omliggende landgoed zijn maar twee overblijfselen behouden: de duiventil met booggaten en de eerder genoemde schoorsteenplaat van de Heren van Rolligen, die zich nu in het amfitheater van het landgoed bevinden.
Onlangs heeft een klein handjevol oud-leerlingen en studenten getracht de geschiedenis van deze plek in de verf te zetten en de laatste overblijfselen van het park waar Keizerin Augusta Victoria in het gezelschap van Keizer Willem II wandelde, te beschermen. De vereniging voor het behoud van het kasteel van Urville dat op het punt staat het daglicht te zien, zal het zo mogelijk maken om het onderzoek en de renovatie van de overblijfselen van het voormalige keizerlijke domein van Urville voort te zetten.

## Afbeeldingen

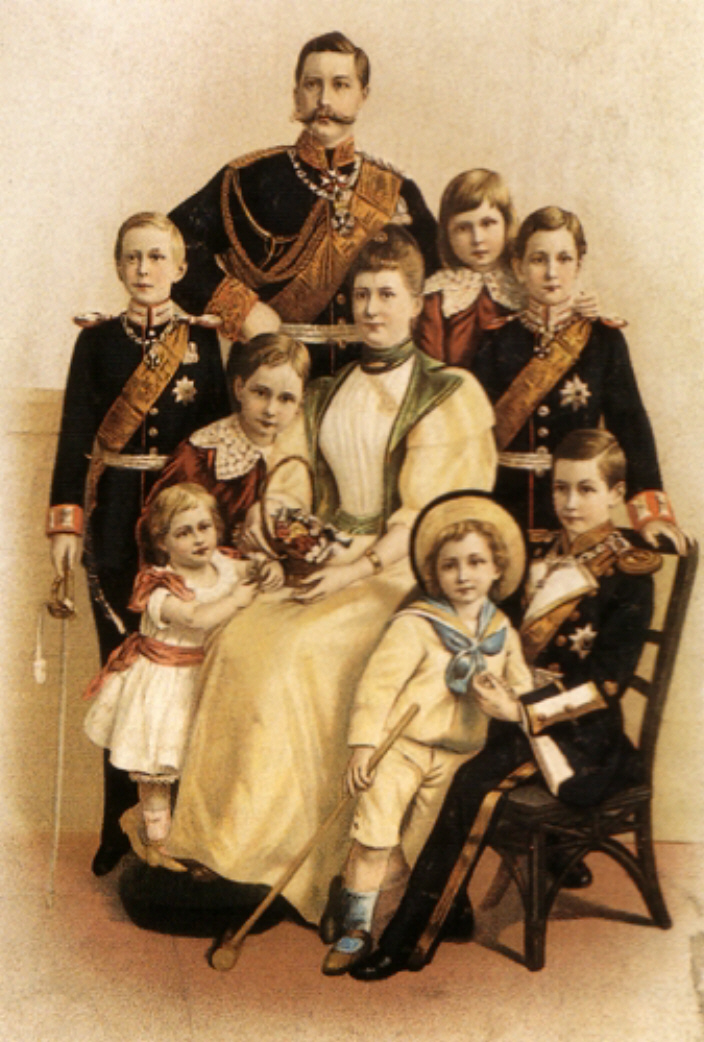
Keizer Wilhelm II en zijn gezin in 1896
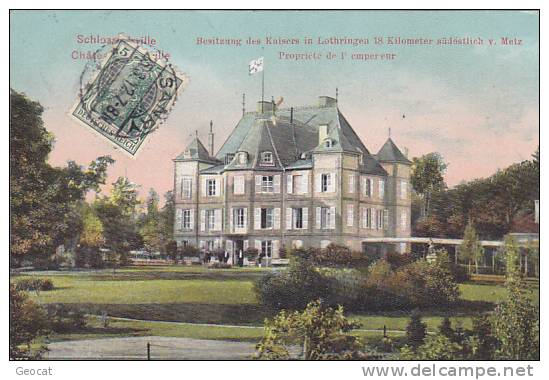
Kasteel Urweiler in 1912
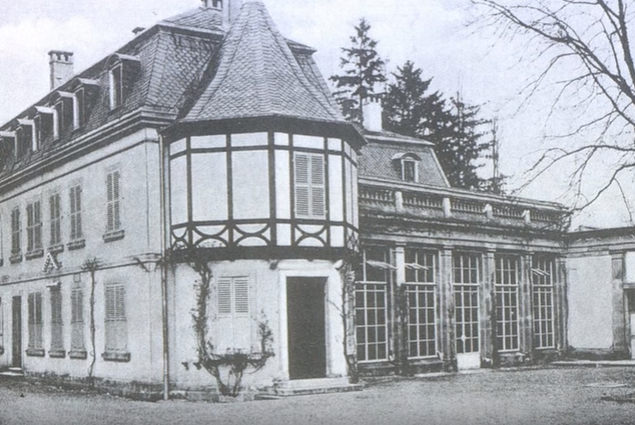
Oud Postkantoor en de aangrenzende Oranjerie op het landgoed
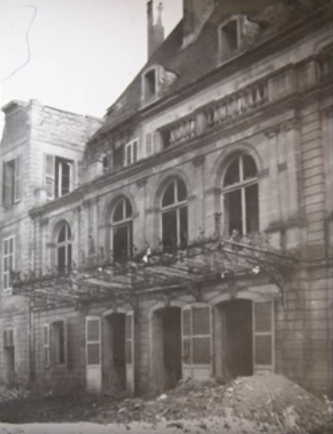
Het kasteel, na de Bombardementen van de Amerikanen in de Tweede Wereldoorlog
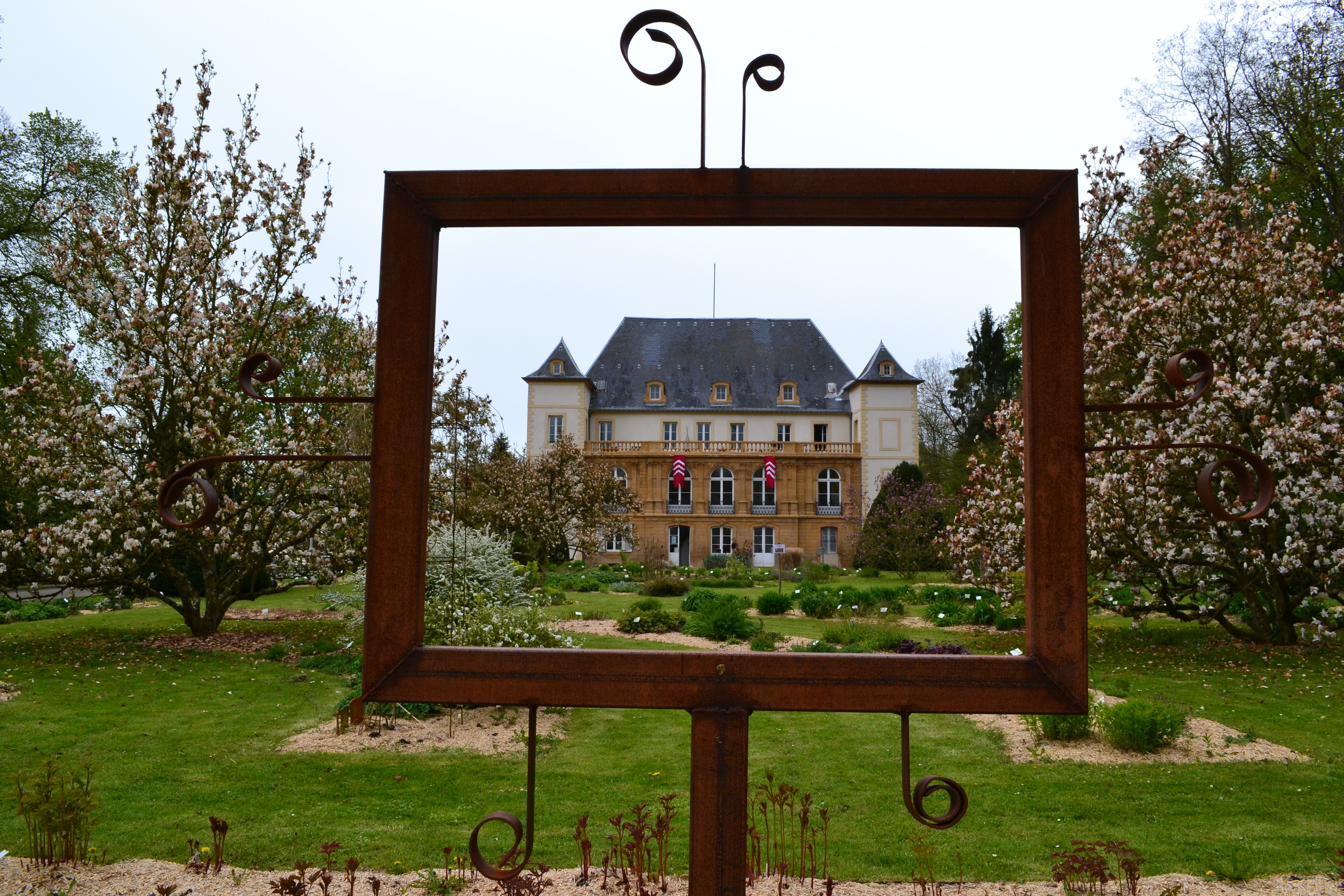
Hedendaagse kunst op het landgoed